# Jacek Surzyn
Jacek Jerzy Surzyn (ur. 1 lutego 1968 w Rudzie Śląskiej) – polski filozof, autor i tłumacz prac filozoficznych, profesor, wykładowca na Uniwersytecie Śląskim w Katowicach.

## Życiorys
Doktoryzował się w roku 2000 na Uniwersytecie Śląskim na podstawie pracy pt.: „Spór o realną różnicę pomiędzy istotą a istnieniem na przełomie XIII i XIV wieku”. Zajmuje się metafizyką wieków średnich, teologią i filozofią polityczną, judaizmem, syjonizmem. Habilitował się w roku 2012 na podstawie rozprawy „Rozważania nad statusem teologii. Analiza Prologu z Reportatio Parisiensis Jana Dunsa Szkota”.
Surzyn przekłada również teksty filozoficzne i z zakresu filozofii politycznej (m.in. syjonizmu) z języka niemieckiego, łaciny, hebrajskiego i jidysz. Do ważnych przekładów należą m.in.: klasyczny tekst Theodora Herzla „Państwo żydowskie”  („Der Judenstaat”) – wydany w Wydawnictwie Austeria (w r. 2006), „Moja ontologia” Salomona Majmona, „Dialogi” Wilhelma Ockhama (Kęty, 2005), „Twierdzenia o istnieniu i istocie” Idziego Rzymianina (Kęty: Wydawnictwo Marek Derewiecki, 2006), „Metafizyka” Alexandra Baumgartena (Kęty:Wydawnictwo Marek Derewiecki, 2012). Surzyn wydał także kilka monografii: "Z wydarzania Bycia. Szkice z "Przyczynków do Filozofii" Martina Heideggera" (Katowice: Wydawnictwo Uniwersytetu Śląskiego, 2020), "Return to the Promised Land. The Birth and Philosophical Foundations of Zionism" (Berlin: Peter lang Verlag, 2020), "Jana Dunsa Szkota "Prolog" z Ordinatio. Teologia jako nauka" (Kraków, Wydawnictwo Naukowe Akademii Ignatianum, 2023). 
W latach 2020-2024 Surzyn pełnił funkcję redaktora naczelnego czasopisma filozoficznego "Forum Philosophicum" wydawanego przez Uniwersytet Ignatianum w Krakowie.

## Prace
- „Rozważania nad statusem teologii. Analiza „Prologu” z „Reportatio Parisiensis” Jana Dunsa Szkota, Katowice: Wydawnictwo UŚ, 2011
- „Transcendentalizm Jana Dunsa Szkota i Immanuela Kanta. Próba zestawienia”, Katowice, Wydawnictwo Uniwersytetu Śląskiego, 2011
- „Antysemityzm, emancypacja, syjonizm. Narodziny ideologii syjonistycznej”, Katowice: Wydawnictwo UŚ, 2014 – monografia poświęcona sylwetkom czołowych filozofów myśli syjonistycznej: Mosesowi Hessowi, Leonowi Pinskerowi, Theodorowi Herzlowi i Maxowi Nordauowi.